# 何森健
何森 健（いずもり けん、1943年-）は、岡山県出身の日本の微生物学者。香川大学特任教授（名誉教授）・株式会社希少糖生産技術研究所代表取締役。
希少糖の大量生産に繋がる酵素を発見、生産までの過程を体系化したイズモリングを考案した。

## 略歴
1943年、岡山県に生まれる。1965年に香川大学農学部を卒業後、大阪府立大学大学院に進学、1967年に同修士課程修了。
修了後、香川大学に戻り農学部助手に就任。微生物・希少糖の研究に従事。1974年に博士論文を提出し、農学博士に。その後、農学部教授となる。

### DTE発見
1991年、大学構内の敷地から新種の微生物を発見。発見された微生物が作る新機能酵素（DTE）は、果糖を希少糖（D-プシコース）に変える性質があることが判明。
研究を続け、大学の設置した希少糖研究センターセンター長に就任。2006年には、同大学長の近藤浩二の呼びかけにより、合同会社（当時）希少糖生産技術研究所の設立に参加。
後、農学部・センターを定年退職し、特任教授・名誉教授、希少糖生産技術研究所代表取締役に就任。

## 役職
希少糖普及協会顧問、国際希少糖学会理事長

## 著作リスト
- 『希少糖秘話』（希少糖文庫、2013年）

### 博士論文
- 『Aerobacter aerogenes M-7の生産するD-アラビノース・イソメラーゼに関する研究』（農学博士、乙種、大阪府立大学、1974年）

### 論文等
- CiNii>何森健
- KAKEN>何森健
- Google Schlar>Ken+Izumori

## 出演・インタビュー

### TV
- 【TBS】日立 世界・ふしぎ発見!2013年10月19日放送「第1292回 人は何故太るのか？-生命と肥満のミステリー」
- 【TBS】夢の扉+2014年6月8日放送「“甘いのに太りにくい”～無限の可能性秘めた『希少糖』がん細胞の増殖抑制も！～“夢の糖”を世界へ」

### 官公庁
- 【PDF】四国経済産業局・2013年6月5日付「希少糖プロジェクト -何森健香川大学特任教授が語る」